# El Perer (Tavertet)
El Perer és un mas proper a Rupit, però administrativament al terme municipal de Tavertet (Osona). Aquest mas termeneja amb Rupit. Antic mas que es troba registrat en fogatge de la parròquia i terme de Tavertet del 5 d'octubre de 1553, aleshores habitava el mas un tal Joan Perer. A jutjar per les dades constructives fou ampliat al segle xviii, moment en què es degué ampliar la part del porxo, el portal del qual duu la data de 1727.
Masia de planta rectangular coberta a dues vessants i amb el carener perpendicular a la façana la qual es troba orientada a migdia. A l'extrem dret hi ha un portal adovellat amb una finestra amb espiera al primer pis, i una forma goticitzant al segon. A la part esquerra s'hi adossa un cos de porxos sostingut per pilars de pedra al primer pis, i de totxo al segon, i amb un portal rectangular a la part de llevant d'aquest cos. A llevant hi ha finestres motllurades i amb espieres. A ponent s'hi adossen construccions agrícoles, també de pedra. És construïda amb lleves de pedra unida amb morter, els elements de ressalt són de pedra picada.
La cabana de la masia és de planta rectangular i està coberta a dues vessants, amb el carener paral·lel a la façana, la qual es troba orientada al sud-oest. El portal està situat a l'extrem esquerre, essent datat així com la finestra de damunt. El vessant posterior és més prolongat que aquest. A la banda de migdia hi ha una obertura presidida per un gran arc de mig punt rebaixat, amb una altra, rectangular, al damunt, on es poden veure els cavalls de fusta que sustenten la coberta. És una construcció mixta que serveix tant de cabana com d'habitatge, malgrat que actualment les seves funcions es redueixen a les de cabana. Construïda amb pedra sense polir i unida amb morter, els elements de ressalt són també de pedra picada.